# Grand Prix Miguel Indurain 2019
La 71e édition du Grand Prix Miguel Indurain a lieu le 6 avril 2019. Elle fait partie du calendrier UCI Europe Tour 2019 en catégorie 1.1. Il s'agit de la 7e manche de la Coupe d'Espagne de cyclisme sur route 2019.

## Présentation

### Équipes
Classée en catégorie 1.1 de l'UCI Europe Tour, Cholet-Pays de la Loire est par conséquent ouvert aux WorldTeams dans la limite de 50 % des équipes participantes, aux équipes continentales professionnelles, aux équipes continentales et aux équipes nationales.
Dix-huit équipes participent à la course - quatre WorldTeams, neuf équipes continentales professionnelles et cinq équipes continentales :
| WorldTeams (4)- Astana - Mitchelton-Scott - Movistar Team - UAE Team Emirates Équipes continentales professionnelles (9)- Burgos-BH - Caja Rural-Seguros RGA - Cofidis, Solutions Crédits - Direct Énergie - Euskadi Basque Country-Murias - Israel Cycling Academy - Manzana Postobón - Team Novo Nordisk - W52-FC Porto Équipes continentales (5)- Fundación Euskadi - Guerciotti-Kiwi Atlántico - Lokosphinx - RP-Boavista - Vito-Feirense-BlackJack |
| |

## Classements

### Classement final
| \| Classement général \| Classement général \| Classement général \| Classement général \| Classement général \| \| Coureur \| Coureur \| Pays \| Équipe \| Temps \| \| ------------------ \| ------------------ \| ------------------ \| ----------------------------- \| ------------------ \| \| 1er \| Jonathan Hivert \| France \| Direct Énergie \| 4 h 47 min 56 s \| \| 2e \| Luis León Sánchez \| Espagne \| Astana \| + 9 s \| \| 3e \| Sergio Higuita \| Colombie \| Fundación Euskadi \| + 9 s \| \| 4e \| Mikel Nieve \| Espagne \| Mitchelton-Scott \| + 9 s \| \| 5e \| Carlos Verona \| Espagne \| Movistar Team \| + 9 s \| \| 6e \| Tadej Pogačar \| Slovénie \| UAE Team Emirates \| + 9 s \| \| 7e \| Fernando Barceló \| Espagne \| Euskadi Basque Country-Murias \| + 9 s \| \| 8e \| Jonathan Lastra \| Espagne \| Caja Rural-Seguros RGA \| + 21 s \| \| 9e \| Alexander Vdovin \| Russie \| Lokosphinx \| + 24 s \| \| 10e \| Rubén Plaza \| Espagne \| Israel Cycling Academy \| + 28 s \| \| 11e \| Omar Fraile \| Espagne \| Astana \| + 28 s \| \| 12e \| Jesús Herrada \| Espagne \| Cofidis, Solutions Crédits \| + 30 s \| \| 13e \| Cristian Rodríguez \| Espagne \| Caja Rural-Seguros RGA \| + 45 s \| \| 14e \| Gorka Izagirre \| Espagne \| Astana \| + 1 min 23 s \| \| 15e \| Eduard Prades \| Espagne \| Movistar Team \| + 1 min 29 s \| \| 16e \| Mikel Iturria \| Espagne \| Euskadi Basque Country-Murias \| + 1 min 41 s \| \| 17e \| Luís Mendonça \| Portugal \| Rádio Popular-Boavista \| + 1 min 44 s \| \| 18e \| Tsgabu Grmay \| Éthiopie \| Mitchelton-Scott \| + 1 min 50 s \| \| 19e \| Aldemar Reyes \| Colombie \| Manzana Postobón \| + 2 min 55 s \| \| 20e \| Yecid Sierra \| Colombie \| Manzana Postobón \| + 3 min 00 s \| |                    |          |                               |                 |
| |                    |          |                               |                 |
| Source : ProCyclingStats |                    |          |                               |                 |
| Classement général |                    |          |                               |                 |
| Coureur | Coureur            | Pays     | Équipe                        | Temps           |
| 1er | Jonathan Hivert    | France   | Direct Énergie                | 4 h 47 min 56 s |
| 2e | Luis León Sánchez  | Espagne  | Astana                        | + 9 s           |
| 3e | Sergio Higuita     | Colombie | Fundación Euskadi             | + 9 s           |
| 4e | Mikel Nieve        | Espagne  | Mitchelton-Scott              | + 9 s           |
| 5e | Carlos Verona      | Espagne  | Movistar Team                 | + 9 s           |
| 6e | Tadej Pogačar      | Slovénie | UAE Team Emirates             | + 9 s           |
| 7e | Fernando Barceló   | Espagne  | Euskadi Basque Country-Murias | + 9 s           |
| 8e | Jonathan Lastra    | Espagne  | Caja Rural-Seguros RGA        | + 21 s          |
| 9e | Alexander Vdovin   | Russie   | Lokosphinx                    | + 24 s          |
| 10e | Rubén Plaza        | Espagne  | Israel Cycling Academy        | + 28 s          |
| 11e | Omar Fraile        | Espagne  | Astana                        | + 28 s          |
| 12e | Jesús Herrada      | Espagne  | Cofidis, Solutions Crédits    | + 30 s          |
| 13e | Cristian Rodríguez | Espagne  | Caja Rural-Seguros RGA        | + 45 s          |
| 14e | Gorka Izagirre     | Espagne  | Astana                        | + 1 min 23 s    |
| 15e | Eduard Prades      | Espagne  | Movistar Team                 | + 1 min 29 s    |
| 16e | Mikel Iturria      | Espagne  | Euskadi Basque Country-Murias | + 1 min 41 s    |
| 17e | Luís Mendonça      | Portugal | Rádio Popular-Boavista        | + 1 min 44 s    |
| 18e | Tsgabu Grmay       | Éthiopie | Mitchelton-Scott              | + 1 min 50 s    |
| 19e | Aldemar Reyes      | Colombie | Manzana Postobón              | + 2 min 55 s    |
| 20e | Yecid Sierra       | Colombie | Manzana Postobón              | + 3 min 00 s    |